# Liste der brasilianischen Botschafter in Slowenien
Die Botschaft befindet sich am Kongresni trg 3 in Ljubljana.

## Geschichte
Die brasilianische Regierung erkannte am 24. Januar 1992 die slowenische Regierung an.
| Ernannt       | Name                                  | Bemerkungen      | Mensagem Senado Federal | im Senat des Nationalkongress vorgestellt am | ernannt von               | akkreditiert bei | Posten verlassen |
| ------------- | ------------------------------------- | ---------------- | ----------------------- | -------------------------------------------- | ------------------------- | ---------------- | ---------------- |
| 14. Juni 1995 | Affonso Celso de Ouro-Preto           | Amtssitz in Wien | MSF 120 de 1995         | 22. Mai 1995                                 | Fernando Henrique Cardoso | Janez Drnovšek   |                  |
| 25. Jan. 1999 | Sergio de Queiroz Duarte              | Amtssitz in Wien | MSF 241 de 1998         | 12. Jan. 1999                                | Fernando Henrique Cardoso | Janez Drnovšek   |                  |
| 28. Mai 2002  | Roberto Pinto Ferreira Mameri Abdenur | Amtssitz in Wien | MSF 183 de 2002         | 22. Okt. 2003                                | Fernando Henrique Cardoso | Anton Rop        |                  |
| 21. Juni 2004 | Celso Marcos Vieira de Souza          | Amtssitz in Wien | MSF 38 de 2004          | 8. Juni 2004                                 | Luiz Inácio Lula da Silva | Janez Janša      |                  |
| 15. Apr. 2008 | Débora Vainer Barenboim               |                  | MSF 34 de 2008          | 1. Apr. 2008                                 | Luiz Inácio Lula da Silva | Borut Pahor      |                  |
| 18. Okt. 2011 | Gilberto Fonseca Guimarães de Moura   | [ 2 ]            | MSF 124 de 2011         | 27. Sep. 2011                                | Dilma Rousseff            | Borut Pahor      |                  |
| 23. Apr. 2014 | Katia Godinho Gilaberte               | [ 3 ]            | MSF 10 de 2014          | 8. Apr. 2014                                 | Dilma Rousseff            | Borut Pahor      |                  |